# Élections provinciales néo-calédoniennes de 1999
Les élections provinciales de 1999 sont un scrutin territorial qui a eu lieu en Nouvelle-Calédonie le dimanche 9 mai. Elles ont eu pour but d'élire les assemblées des trois provinces de la Nouvelle-Calédonie (Sud, Nord et Îles Loyauté) qui servent ensuite à former le Congrès de la Nouvelle-Calédonie.  

## Organisation du scrutin
L'élection se fait au suffrage universel parmi les citoyens néocalédoniens, le corps électoral créé par l'accord de Nouméa de 1998, les articles 188 et 232 de la loi organique relative à la Nouvelle-Calédonie de 1999 et les articles 76 et 77 de la Constitution. Il s'agit des personnes remplissant les conditions pour participer à la consultation du 8 novembre 1998 - soit des personnes résidant en Nouvelle-Calédonie depuis au moins le référendum du 6 novembre 1988 - et leurs enfants une fois atteints l'âge de la majorité entretemps, ou tout autre nouveau majeur pouvant démontrer d'une même durée de résidence minimale,.
Il y avait alors 108 422 inscrits sur cette liste électorale spéciale, soit 66 372 dans le Sud, 26 129 dans le Nord et 15 921 dans les Îles Loyauté. 
Le scrutin, à un seul tour, se déroulait à la proportionnelle plurinominale, selon la règle de la plus forte moyenne, dans chaque province, chaque liste devant dépasser la barre des 5 % des inscrits pour obtenir au moins 1 élu (nouvelle limite imposée, il suffisait auparavant, en 1989 et 1995, d'atteindre les 5 % des suffrages exprimés). Ensuite, proportionnellement au score, un certain nombre d'élus de chaque liste est choisi pour former le Congrès, l'institution délibérative et législative locale (sous le précédent statut, l'ensemble des conseillers provinciaux siégeaient au sein du Congrès). 
Le nombre de sièges à pourvoir est :
- Assemblée de la Province Sud : 40 dont 32 siègent également au Congrès. ;
- Assemblée de la Province Nord : 22 dont 15 au Congrès ;
- Assemblée de la Province des Îles Loyauté : 14 dont 7 au Congrès.

## Composition de chacune des quatre assemblées à la veille du scrutin

### Le Congrès
| Parti | Parti                         | Tendance                                       | Sièges     | %                       | Changement depuis 1995 |
| ----- | ----------------------------- | ---------------------------------------------- | ---------- | ----------------------- | ---------------------- |
|       | RPCR                          | Anti-indépendantiste pro-accord                | 23         | 42,59                   | +1                     |
|       | FLNKS' UC Palika RDO UPM      | Indépendantistes pro-accord                    | 13 7 5 1 0 | 24,07 12,96 9,26 1,85 0 | -4 -3 0 -1             |
|       | FCCI-Renouveau FCCI Renouveau | Pro-accord Indépendantiste Non-indépendantiste | 7 5 2      | 12,96 9,26 3,7          | +7 +5 +2               |
|       | UNCT-DECA UNCT DECA           | Non-indépendantistes anti-accord               | 6 5 1      | 11,11 9,26 1,85         | -3 -2 -1               |
|       | Front national                | Anti-indépendantiste anti-accord               | 2          | 3,7                     | 0                      |
|       | MPF                           | Anti-indépendantiste anti-accord               | 2          | 3,7                     | 0                      |
|       | LKS                           | Indépendantiste pro-accord                     | 1          | 1,85                    | 0                      |
|       | FDIL                          | Indépendantiste pro-accord                     | 0          | 0                       | -1                     |
| Total | Total                         | Total                                          | 54         | 100                     | 0                      |
|       | Anti-indépendantistes         | Anti-indépendantistes                          | 35         | 64,81                   | 0                      |
|       | Indépendantistes              | Indépendantistes                               | 19         | 35,19                   | 0                      |

### La province Sud
| Parti | Parti                         | Tendance                                       | Sièges | %              | Changement depuis 1995 |
| ----- | ----------------------------- | ---------------------------------------------- | ------ | -------------- | ---------------------- |
|       | RPCR                          | Anti-indépendantiste pro-accord                | 18     | 56,25          | 0                      |
|       | UNCT                          | Non-indépendantistes anti-accord               | 5      | 13,16          | -2                     |
|       | Renouveau-FCCI Renouveau FCCI | Pro-accord Non-indépendantiste Indépendantiste | 3 2 1  | 9,38 6,25 3,13 | +3 +2 +1               |
|       | FLNKS' UC RDO                 | Indépendantistes pro-accord                    | 2 1    | 6,25 3,13      | -1 0                   |
|       | Front national                | Anti-indépendantiste anti-accord               | 2      | 6,25           | 0                      |
|       | MPF                           | Anti-indépendantiste anti-accord               | 2      | 6,25           | 0                      |
| Total | Total                         | Total                                          | 32     | 100            | 0                      |
|       | Anti-indépendantistes         | Anti-indépendantistes                          | 29     | 90,63          | 0                      |
|       | Indépendantistes              | Indépendantistes                               | 3      | 9,38           | 0                      |

### La province Nord
| Parti | Parti                 | Tendance                        | Sièges  | %                | Changement depuis 1995 |
| ----- | --------------------- | ------------------------------- | ------- | ---------------- | ---------------------- |
|       | FLNKS' Palika UC UPM  | Indépendantistes pro-accord     | 8 5 3 0 | 53,33 33,33 20 0 | -3 -2 0 -1             |
|       | FCCI                  | Indépendantiste pro-accord      | 3       | 20               | +3                     |
|       | RPCR                  | Anti-indépendantiste pro-accord | 3       | 20               | +1                     |
|       | DECA                  | Non-indépendantiste anti-accord | 1       | 6,67             | -1                     |
| Total | Total                 | Total                           | 15      | 100              | 0                      |
|       | Indépendantistes      | Indépendantistes                | 11      | 73,33            | 0                      |
|       | Anti-indépendantistes | Anti-indépendantistes           | 4       | 26,67            | 0                      |

### La province des îles Loyauté
| Parti | Parti                      | Tendance                        | Sièges | %     | Changement depuis 1995 |
| ----- | -------------------------- | ------------------------------- | ------ | ----- | ---------------------- |
|       | UC                         | Indépendantiste pro-accord      | 3      | 42,86 | 0                      |
|       | RPCR                       | Anti-indépendantiste pro-accord | 2      | 28,57 | 0                      |
|       | LKS                        | Indépendantiste pro-accord      | 1      | 14,29 | 0                      |
|       | FCCI ex-FDIL               | Indépendantiste pro-accord      | 1      | 14,29 | +1                     |
|       | Indépendantiste pro-accord | 0                               | 0      | -1    |                        |
| Total | Total                      | Total                           | 7      | 100   | 0                      |
|       | Indépendantistes           | Indépendantistes                | 5      | 71,43 | 0                      |
|       | Anti-indépendantistes      | Anti-indépendantistes           | 2      | 28,57 | 0                      |

## Campagne
Vingt-trois listes sont candidates dans les trois provinces (deux de plus qu'en 1995), dont huit en Province Sud (deux de moins), autant en Province Nord (deux de plus) et sept aux Îles Loyauté (deux de plus également). 

### Anti-indépendantistes

#### Un RPCR renforcé
Le parti historique de l'opposition à l'indépendance, le Rassemblement pour la Calédonie dans la République (RPCR) du député et président de l'Assemblée de la Province Sud sortant Jacques Lafleur était ressorti affaibli lors des élections provinciales de 1995. Deux partis formés par des dissidents, Une Nouvelle-Calédonie pour tous (UNCT) de Didier Leroux dans le Sud et Développer ensemble pour construire l'avenir (DECA) du maire de Koumac Robert Frouin, lui ayant fait perdre alors de nombreuses voix ainsi que la majorité absolue au Congrès. Mais les négociations puis la signature de l'accord de Nouméa lui ont permis de retrouver toute son aura et de retrouver une partie de son électorat perdu. 
En effet, bénéficiant déjà de l'image, partagée avec le chef indépendantiste décédé Jean-Marie Tjibaou, de l'« homme de la poignée de main » qui a symbolisé les accords de Matignon-Oudinot en 1988 et le retour à la paix civile après quatre ans d'affrontements violents entre pro et anti-indépendantistes, Jacques Lafleur avait toutefois commencé à être critiqué au sein de son propre camp, ses opposants lui reprochant d'avoir mis en place un système qualifié de clientélisme. Malgré ces divisions, il se maintient comme le gardien du statu quo né des accords de Matignon et du maintien du dialogue avec des indépendantistes eux aussi de plus en plus divisés. Conscient que quoi qu'il arrive le référendum d'autodétermination prévu en 1998 se solderait par un rejet de l'accès a la pleine souveraineté, et craignant que cela ne blesse les indépendantistes au point de pousser certains à reprendre les armes, il est le premier à proposer, dès avril 1991, une « solution consensuelle ». Cette proposition est reprise au IVe Comité du suivi des accords de Matignon à Paris du 4 février 1993 par les autres signataires (l'État et le FLNKS) qui s'engagent à tout faire pour éviter le « référendum guillotine ». Le 19 septembre 1994, Jacques Lafleur précise son propos en appelant à un « pacte trentenaire » et « un Matignon bis » qui repousserait la question de l'indépendance aux alentours de 2018. L'année suivante, le 20 septembre 1995, le RPCR et le FLNKS commencent à parler ensemble de l'avenir institutionnel du Territoire et des discussions officielles sont ouvertes sous la médiation du Premier ministre Alain Juppé le 18 octobre suivant. À la fin de l'année, les deux camps formulent leurs projets qui doivent servir de base aux négociations. 
Si les indépendantistes proposent purement et simplement l'instauration dès 1998 d'un État libre et souverain baptisé « Kanaky », le « schéma d'émancipation et de large décentralisation » avancé par Jacques Lafleur les rejoint sur certains points en demandant une forte autonomie : création d'un gouvernement local élu, le maintien du Congrès et des provinces, la création d'un Sénat coutumier élargi mais qui resterait consultatif et le transfert d'un certain nombre de compétences que, d'après le député, les Néocalédoniens doivent pouvoir gérer seuls (immigration, politique minière, énergie et commerce extérieur essentiellement). Le principal point de désaccord reste les compétences régaliennes (défense, affaires étrangères, sécurité publique, justice, monnaie), Jacques Lafleur restant anti-indépendantiste et défendant leur maintien entre les mains de l'État français exclusivement. Alors que le FLNKS conditionne par la suite tout nouvel accord à un « préalable minier » (à savoir l'obtention d'une mine appartenant à la Société Le Nickel, filiale du groupe français Eramet, afin d'alimenter le projet d'usine du Nord porté par les indépendantistes, préalable finalement levé au début de l'année 1998), provoquant de nombreuses dissidences, le RPCR apparaît durant cette période comme le parti de la négociation, et son chef comme l'un des principaux initiateurs de ce nouvel accord finalement signé le 5 mai 1998. 
Jacques Lafleur fait ensuite activement campagne, avec le RPCR, pour le « oui » au référendum local du 8 novembre 1988 pour l'approbation du texte qu'il présente comme le meilleur moyen d'assurer à la Nouvelle-Calédonie de « demeurer au sein de la République dans le cadre de relations refondées et rénovées », tandis que parallèlement le FLNKS et Rock Wamytan expliquent à leur électorat qu'il s'agit d'un pas vers une « indépendance irréversible qui commence à se construire dès aujourd'hui », traduisant une interprétation diamétralement opposée de l'accord. Quoi qu'il en soit, le projet est approuvé avec une participation élevée (74 %) par 72 % de « oui », celui-ci l'emportant, contrairement à celui sur les accords de Matignon dix ans plus tôt, dans toutes les communes du Territoire. Pourtant, Jacques Lafleur ne peut s'empêcher de s'estimer « un peu amer » et parle de « sorte de désaveu personnel » : en effet, si l'électorat des deux provinces indépendantistes a largement suivi le mot d'ordre pour le « oui » du FLNKS (à 86 % dans le Nord et même 95 % dans les Îles Loyauté), la Province Sud connaît une plus forte proportion de « non », notamment à Nouméa où le rejet de l'accord obtient 42 % des suffrages. À l'exception du RPCR, de la FNSC du maire de Bourail Jean-Pierre Aïfa, de Calédonie Demain du maire de Dumbéa Bernard Marant et du petit parti Renouveau né d'une dissidence de l'UNCT, tous les partis du camp loyaliste avaient appelé à voter « non ». Quoi qu'il en soit, malgré cette apparente méfiance d'une partie de l'électorat anti-indépendantiste, Jacques Lafleur et son parti ressortent renforcés de cet épisode en entretenant une image de garants d'une certaine stabilité. Sur le plan national autant que local, droite et gauche reconnaissent à Jacques Lafleur d'avoir su tendre la main au bon moment pour maintenir la paix et sa légitimité s'en trouve alors renforcée : ses partisans le comparent à un visionnaire, d'autres pensent qu'il s'agit juste d'un pragmatique et ses plus grands détracteurs parlent d'un habile politicien et manipulateur.
À cette image renforcée s'ajoute la division du camp des anti-indépendantistes opposés à sa politique et ayant à appeler à voter « non », autant l'UNCT et DECA ayant perdu des élus favorables au « oui » : le premier perd Thierry Valet et Jean-Claude Legras qui, s'ils constituent leur propre parti baptisé « Renouveau » et présentent leur propre liste aux provinciales de 1999, siègent désormais aux côtés du parti de Jacques Lafleur dans les institutions ; le deuxième est quitté par l'un de ses deux pères fondateurs et uniques élus, Delin Wéma, qui se rapproche lui aussi du RPCR. Il est également rejoint par l'homme d'affaires Philippe Pentecost (intégré en 5e position sur la liste en Province Sud), qui, aux élections législatives de 1997, avait mis en ballotage le candidat du parti dans la 2e circonscription, Pierre Frogier. Et le parti reste de plus une machine électorale importante, implantée dans l'ensemble de l'archipel avec de nombreux notables (le parti contrôlant la totalité des mandats de parlementaires ainsi que 7 mairies sur 33 depuis 1995, dont les deux plus peuplées, Nouméa et le Mont-Dore, 4 d'entre eux étant candidats parmi les 15 premiers noms de la liste menée une nouvelle fois par Jacques Lafleur dans le Sud), d'importants relais dans la société civile et disposant de deux médias particulièrement diffusés : l'hebdomadaire Les Nouvelles Hebdo (distribué gratuitement chaque vendredi avec le seul quotidien de l'archipel, Les Nouvelles calédoniennes) mais surtout la Radio Rythme Bleu (RRB).  
Le RPCR, comme ce fut le cas pour les deux scrutins précédents, présente seul des listes dans les trois provinces, dirigées par :
- Jacques Lafleur, comme les fois précédentes, dans le Sud dont il est le président sortant, son suivant de liste est, comme en 1995, le grand-chef du district kanak du Mont-Dore Robert Moyatéa, rival coutumier et politique sur le plan local dans la tribu de Saint-Louis du président du FLNKS Rock Wamytan. Il renouvelle quelque peu les candidats, en ouvrant notamment à plus de personnalités féminines : alors que le parti ne disposait jusque-là traditionnellement que de deux élues (Marie-Noëlle Thémereau et Françoise Sagnet-Chaverot, par ailleurs renouvelées respectivement aux 12e et 15e place), il propose cinq candidates parmi les vingt premiers noms de la liste (outre les deux précédentes, il s'agit de la secrétaire générale du MEDEF local Annie Beustes en 3e position, de la directrice de l'Office territorial de retraite des fonctionnaires Marianne Devaux, 36 ans, à la 7e place et la directrice de l'aquarium et du centre d'initiation à l'environnement de Nouméa Pascale Joannot en 9e) et 8 parmi les 25 premiers noms (s'ajoutant à celles déjà citées la gérante de société Nicole Andréa-Song au 21e rang, immédiatement suivie par la championne de golf Pascale Quintard puis, à la 25e place, par la directrice d'école retraitée Simone Mignard).
- France Debien, éleveur « broussard » dans la plaine de Témala, sur le territoire de la commune de Voh sur la côte Ouest, est choisi pour remplacer l'ancien député kanak Maurice Nénou (décédé en 1996) comme chef de file du RPCR dans le Nord. C'est sa première expérience électorale. Un seul des deux sortants est candidat à nouveau, en 2e position, le Kanak Maurice Ponga, qui avait remplacé Maurice Nénou à sa mort et qui est depuis 1997 le suppléant du député de la 2e circonscription, Pierre Frogier. Viennent ensuite l'ancien directeur d'origine européenne de l'antenne d'Électricité et eau de Calédonie (EEC) à Koumac Patrice Lecaille, le chargé de mission auprès de l'Agence de développement rural et d'aménagement foncier (ADRAF) de Koné Gérard Poadja, fils et frère de grands-chefs mélanésiens du district de Poindah, le « Caldoche » receveur des Postes à Poindimié Jean-Jacques Afchain ou encore le Kanak Guyèdre Wamedjo, chef de l'opposition municipale à Poya et ancien dirigeant de la Ligue régionale de football en Nouvelle-Calédonie.
- Simon Loueckhote, instituteur kanak, est, comme en 1995, la tête de liste dans la Province des îles Loyauté. sénateur depuis 1992, il est le président sortant du Congrès depuis 1998 (il l'avait déjà dirigé de 1989 à 1995), conseiller municipal d'opposition d'Ouvéa depuis 1985 (il en fut le 1er adjoint au maire de 1983 à 1985), un des signataires de l'accord de Nouméa et fut président du conseil de la Région des Îles Loyauté de 1988 à 1989 puis le 2e vice-président de l'Assemblée provinciale de 1995 à 1996. L'autre sortant loyaltien du RPCR, lui aussi Kanak, Robert Paouta Naxué, ancien maire de Lifou de 1971 à 1983, est en 2e position, comme quatre ans auparavant. Il était, avant d'être remplacé par Simon Loueckhote définitivement au début des années 1990, l'ancien lieutenant de Jacques Lafleur pour les Îles Loyauté depuis les années 1970.

#### Les opposants au «système Lafleur»
Les deux principaux mouvements issus de dissidence du RPCR en 1995 et opposés à l'hégémonie de ce dernier sur les institutions locales, UNCT et DECA, ont pris parti contre l'accord de Nouméa en raison de cette opposition. Didier Leroux avait décidé de faire partir son mouvement de la table des négociations en reprochant notamment aux signataires des accords de Matignon de ne pas laisser assez de place aux petits partis. Puis il avait exigé des « modifications majeures » jugées nécessaires pour qu'il n'appelle pas à voter « non » au référendum local pour sa ratification. Le parti demande la diminution des pouvoirs des Provinces par rapport au Territoire, un contrôle et des voies de recours face aux futures lois de pays, la nomination d'un médiateur, mais aussi l'abandon de l'irréversibilité des transferts de compétences, de la restriction du corps électoral pour les provinciales de 1999 et des trois référendums d'autodétermination prévus dans 15 à 20 ans. Finalement, n'ayant pas obtenu satisfaction, UNCT prend position, comme Robert Frouin de DECA (entraînant alors la rupture avec Thierry Valet, Jean-Claude Legras et Delin Wéma), pour le « non » au référendum du 8 novembre 1998, dénonçant un déficit de démocratie et l'impression que ces accords ne peuvent plus être modifiés et précisant que : « Ce n'est pas un non de refus d'un accord, mais de refus de cet accord et des dispositions qu'il nous prépare, c'est-à-dire une future république bananière ». 
Mais, malgré la part importante de personnes anti-indépendantistes ayant voté « non », UNCT et DECA, qui décident une nouvelle fois de se présenter sur une plateforme complémentaire respectivement dans le Sud et le Nord, décident de ne pas concentrer leur campagne sur ce thème et de revenir plutôt à une opposition au « système Lafleur ». Dans ce but, Didier Leroux se rapproche de deux élus locaux non-indépendantistes et non membres du RPCR : le maire de Bourail Jean-Pierre Aïfa (président fondateur de la Fédération pour une nouvelle société calédonienne FNSC, parti centriste et autonomiste qui a tenté de s'imposer comme une « troisième voie » entre pro et anti-indépendantistes durant les années 1980, il s'était allié au Front indépendantiste de Jean-Marie Tjibaou de 1982 à 1984) et celui de Dumbéa Bernard Marant (ancien du RPCR jusqu'en 1989, il s'était alors opposé aux accords de Matignon et a créé son propre parti, à l'origine anti-autonomiste et baptisé Calédonie Demain, qui a eu 2 sièges au Congrès de 1989 à 1995). Ainsi est constituée en Province Sud une liste « Alliance pour la Calédonie » menée par Didier Leroux, suivi d'Aïfa en deuxième place et de Marant en quatrième position, la vice-présidente d'UNCT et élue sortante Sonia Lagarde étant 3e. Un des principaux dirigeants du parti, Denis Milliard, rejette cette alliance, d'une part parce que ces deux derniers ont appelé à voter « oui » au référendum de 1998 et d'autre part parce qu'il rejette son orientation vers le centre, y voyant la renaissance de la « FNSC » alliée aux indépendantistes en 1982. Il quitte ainsi le parti, et forme une liste « Calédonie autrement » commune avec la fédération locale du Mouvement pour la France (MPF) dirigée par Claude Sarran (anti-autonomiste, présent en deuxième place) et le Mouvement des Calédoniens et Loyaltiens libres (MCLL) du député européen et ancien sénateur Dick Ukeiwé (en troisième position). Le mouvement « Renouveau » se présente lui aussi lors de ces élections, faisant courir le risque d'une division de l'électorat d'origine d'UNCT. Dans le Nord, UNCT décide de soutenir à nouveau la liste DECA du maire de Koumac Robert Frouin, et aux Îles Loyauté s'allie avec les indépendantistes modérés du LKS (ainsi plusieurs figures îliennes du parti sont présentes sur la liste du président de l'assemblée provinciale sortante, Nidoïsh Naisseline : Bernard Ukeiwé en sixième place et Cawidrone Wakanumune en douzième position). UNCT est aussi concurrencée dans son opposition au « Lafleurisme » dans le Sud par la liste « accordiste » et neutre sur la question de l'indépendance « Citoyens ensemble ».

#### Le camp du «non»
Le « non » à l'accord de Nouméa a été choisi par 37,01 % des suffrages exprimés dans le Sud. Plusieurs formations, essentiellement situées à la droite du RPCR, décident donc, contrairement à l'alliance UNCT-DECA, de capitaliser sur cet électorat : 
- la liste « La Calédonie autrement » est menée par l'avocat Denis Milliard, élu sortant d'UNCT dont il était le numéro deux et ancien ministre RPCR du Travail et de l'Emploi, chargé de la Fonction publique, au sein du gouvernement local présidé par le sénateur Dick Ukeiwé de 1984 à 1985, puis élu au Conseil de la[ Région Ouest et au Congrès (toujours comme membre du parti de Jacques Lafleur) de 1988 à 1989. Elle comprend tout d'abord la fédération locale du MPF, qui dispose de deux élus sortants parmi lesquels ne se représente que son président Claude Sarran, figure historique de la droite anti-autonomiste et départementaliste depuis le début des années 1980, candidat ici en 2e position. S'y associe également le MCLL, parti créé en janvier 1993 par le député européen Dick Ukeiwé, ancien chef de file des Kanak du RPCR de 1978 à 1993, sénateur de 1983 à 1992 et chef de tous les exécutifs locaux durant la période dite des « Événements » de 1984 à 1988, il avait progressivement été mis à l'écart par Jacques Lafleur après les accords de Matignon-Oudinot, dont il est un signataire mais qu'il a critiqué par la suite. Sa rupture avec Jacques Lafleur est consommé lorsque le RPCR décide de ne pas soutenir sa réélection au Sénat au profit de Simon Loueckhote en 1992. Candidat aux élections législatives de 1993 puis de 1997 contre Jacques Lafleur dans la 1re circonscription, il avait obtenu respectivement 16,04 % des suffrages (alors le deuxième meilleur score, derrière le député sortant qui avait été réélu dès le premier tour avec 53,27 %), puis seulement 4,22 % des suffrages. Il est 3e sur la liste « La Calédonie autrement »[14].
- la fédération locale du Front national se présente à nouveau, comme pour chaque scrutin depuis 1984, sous la conduite de son président, Guy George, conseiller municipal d'opposition au Mont-Dore. Outre ce dernier, l'autre élu sortant du parti, numéro deux de la fédération et son chef de file au conseil municipal de Nouméa, Bernard Herpin, reste 2e, suivi par Bianca Hénin de Païta, Pierre Mariotti, éleveur à La Foa et fils du maire de Farino Henri Mariotti, puis Christophe Delière et Pierre Aubé, tous deux de Nouméa[14].

### Indépendantistes

#### Un FLNKS divisé
Le Front de libération nationale kanak et socialiste (FLNKS) n'a cessé de se diviser au cours des années 1990, la question du « préalable minier » autant que l'équilibre délicat des forces entre les partis qui le composent (l'Union calédonienne, le Parti de libération kanak dit Palika, l'Union progressiste en Mélanésie ou UPM et le Rassemblement démocratique océanien RDO) ayant donné lieu à des dissidences en 1997 et 1998. Plusieurs personnalités ont alors en effet décidé de reprendre les négociations avant de lever ce « préalable » et ont fondé en 1998 la Fédération des comités de coordination indépendantistes (FCCI), alliée dans les institutions avec le RPCR : il s'agissait surtout pour l'UC du président de la Province Nord Léopold Jorédié, de l'ancien président du parti François Burck, du maire des îles Belep Eymard Bouanaoué ou celui de Pouébo Jean-Marc Pidjo ; pour le Palika de l'ancien porte-parole et numéro deux du parti (et ancien maire de Yaté) Raphaël Mapou ; pour l'UPM de l'ancien président du mouvement et ancien maire de Poya Edmond Nékiriaï. Mais cela a aussi accentué, derrière une unité apparente dans les négociations avec les anti-indépendantistes et l'État, les tensions entre les deux principales composantes du Front, l'UC de Bernard Lepeu et le Palika de Paul Néaoutyine, qui déjà en 1995 avait présenté, sous l'appellation d'« Union nationale pour l'indépendance » (UNI), des listes distinctes de celles « FLNKS » emmenées par l'Union calédonienne dans le Sud et le Nord. Enfin, des divisions se sont fait jour au sein même de l'UC en raison de conflits de personnes, avec deux tendances rivales se distinguant : une du « Sud » souvent proche également de la vieille garde et des Îles Loyauté et, plus généralement, entretenant de meilleures relations avec les autres composantes du Front (incarnées par le président unitaire du FLNKS Rock Wamytan et plus largement par la famille Pidjot, ainsi que par l'ancien président de la province des Îles Richard Kaloï), et une dite du « Nord » (menée par le président du parti Bernard Lepeu) et soutenu par une jeune garde (Pascal Naouna, Charles Pidjot, Nicole Waïa) de plus en plus favorable à un renouvellement générationnel des cadres et qui a soutenu avec le plus de force le « préalable minier ». 
Le FLNKS arrive à monter une liste unitaire dans la Province Sud. Comme la liste FLNKS tendance UC de 1995, elle est menée par le président du FLNKS Rock Wamytan, par ailleurs grand-chef du district du Pont-des-Français, chef coutumier de Saint-Louis rival de Robert Moyatéa et chef de l'opposition municipale au Mont-Dore. Il est suivi de son cousin et autre signataire à ses côtés de l'accord de Nouméa Charles Pidjot (UC, neveu de l'ancien député Rock Pidjot, frère du directeur général de la SMSP à l'origine du projet d'usine du Nord Raphaël Pidjot et cousin germain du chef de la tribu de La Conception au Mont-Dore Joseph Pidjot) ; du maire Palika de Thio Louis Mapéri ; du président fondateur du RDO, le wallisien Aloïsio Sako (Dumbéa) ; de l'ancienne rédactrice en chef de la radio indépendantiste Radio Djiido Nicole Waïa (UC, Dumbéa, elle fait ainsi partie de la première génération de femmes à être présentes sur des listes du FLNKS ayant une chance d'être élue) ; de l'employé dans la mine de nickel Gérald At-Chee (UC, Païta) ; de Sylvestre Newedou (UPM, Yaté) ; de l'ancien directeur de cabinet d'origine européenne de Jean-Marie Tjibaou Gérald Cortot (UC, Nouméa) ; du second conseiller sortant et secrétaire général du RDO d'origine futunienne Aukusitino Manuohalalo (Dumbéa) ; du conseiller municipal Palika de Yaté Adolphe Digoué, entre autres. Cette liste est également ouverte à la section locale du Parti socialiste (PS, qui faisait partie en 1995 de la liste UNI alors menée par Raphaël Mapou) : son 1er secrétaire, le Wallisien d'origine Atélémo Moléana, est en 13e place sur la liste Wamytan, Jean-Pierre Aucher est 20e et Jean-Paul Caillard est 24e. 
Mais, dans le Nord et aux Îles Loyauté, les deux majoritairement indépendantistes, la division est de mise. Dans la première, trois listes issues de composantes du FLNKS se concurrencent : 
- celle de l'UC baptisée « FLNKS » du président du parti Bernard Lepeu (Poindimié), directement suivi par deux des trois sortants : le maire de Ouégoa Cézelin Tchoeaoua et Yannick Weiry de Houaïlou (le troisième sortant, l'ancien maire de Touho Raymond Pabouty, se retrouve en 9e position). Le chef d'entreprise, conseiller municipal de Pouembout (et 2e adjoint de l'ancien maire RPCR Dominique Flotat jusqu'en 1995, il est le neveu du nouveau premier magistrat, Jean Naouna) et valeur montante du parti Pascal Naouna est 4e ; la conseillère municipale de Touho Gabriella Palaou (native de Nouméa et originaire de Maré), 5e, est une des trois femmes présentes parmi les 32 noms de la liste (les deux autres se retrouvent 26e et 28e, donc non-éligibles) ; le maire de Kouaoua Lucien Nomai est 6e ; Daniel Goa, conseiller municipal de Hienghène et directeur de cabinet du président sortant de l'Assemblée provinciale Léopold Jorédié, est 7e ; le maire de Koné Marcel Nedia est 8e. Parmi les autres notables du parti, le maire de Poum Alphonse Dayé est 18e.
- celle du Palika dénommée une nouvelle fois « UNI » et toujours dirigée par Paul Néaoutyine, signataire de l'accord de Nouméa, porte-parole et principal dirigeant du parti, maire de Poindimié et ancien président unitaire du FLNKS de 1990 à 1995. Sur les 3 autres maires du Palika dans la Province, deux sont candidats : celui de Voh Guigui Dounehote, conseiller sortant et numéro deux comme en 1995 ; celui de Touho Daniel Poigoune, en 7e place. Quatre femmes sont présentées, dont 2 avec de réelles chances d'être élues : l'écrivain, enseignante, universitaire et militante féministe Déwé Gorodey (Ponérihouen) en 3e place ; Léonie Varnier, dirigeante d'association de femmes et d'un atelier de tressage traditionnel à Koné en 8e position. Les cinq sortants sont d'autre part tous représentés : outre Néaoutyine et Dounehote, Jean-Pierre Diahaioué (Hienghène) est 4e comme en 1995 ; Germain Padome (Poum) est aussi à la même position que quatre ans auparavant, soit 5e ; et Moïse Gowecee, 3e lors du précédent scrutin, se retrouve 6e.
- celle de l'UPM, intitulée « UPM-FLNKS », qui se lance pour la première fois seule dans la campagne alors qu'elle avait toujours jusqu'à présent été associée à l'UC depuis 1979. Elle est dirigée par l'un de ses pères fondateurs, André Gopoea, de Ponérihouen (l'autre figure historique du parti, Edmond Nékiriaï, a rejoint la FCCI). Il est suivi par le secrétaire général René Porou (Poum), ancien élu au conseil de la Région Nord et au Congrès du Territoire de 1985 à 1988 ; puis par le président du parti et signataire de l'accord de Nouméa Victor Tutugoro (Ponérihouen).

Aux Îles Loyauté, pour la première fois depuis sa création le FLNKS n'est pas représenté uniquement par une liste à dominante UC, le Palika, historiquement absent de cette province depuis la dissidence de Nidoïsh Naisseline pour créer le mouvement Libération kanak socialiste (LKS) en 1981, décidant ainsi pour la première fois de monter sa propre liste :
- la liste UC, toujours baptisée « FLNKS », est largement rajeunie : elle est emmenée par une nouvelle tête de liste, Robert Xowie (36 ans), maire de Lifou depuis 1995. Un autre « jeune » de Lifou, Néko Hnepeune (45 ans), ancien secrétaire général de l'assemblée provinciale de 1989 à 1995, fait son entrée à la 6e place. Mais les « vieux » sont également représentés : l'ancien président de la Province de 1989 à 1995 et tête de liste lors des deux précédents scrutins, Richard Kaloï, par ailleurs conseiller municipal de Maré, reste en 3e position, tandis que l'autre sortant Albert Ouckewen, d'Ouvéa, est 2e. Le 3e conseiller qui avait été élu sous cette étiquette en 1995, Saikaen Xozame, de Lifou, est 15e et n'a donc aucune chance d'être reconduit. En revanche, un ancien conseiller du parti non réélu en 1995, André Haocas, le 1er adjoint de Robert Xowie à Lifou, reste 4e. Damien Yeiwéné, conseiller municipal de Maré et frère du dirigeant indépendantiste dans les îles Yeiwéné Yeiwéné qui fut assassiné avec Jean-Marie Tjibaou en 1989, est 5e. Un ancien conseiller régional de 1985 à 1988, Chanel Kapoeri, par ailleurs chef du premier groupe ayant participé à la prise d'otages d'Ouvéa en 1988 (celui ayant emmené les otages dans le sud à Mouli pour les libérer rapidement à la demande des « vieux » et des coutumiers), est 7e. Un ancien élu territorial sous les couleurs du LKS de 1984 à 1985, Jacques Lalié (44 ans, Lifou), qui a rejoint l'UC en 1993, est pour sa part en 8e position. Enfin, il est à noter la présence du maire d'Ouvéa Cyriaque Alosio à une place symbolique (18e).
- la liste du Palika, intitulée « Palika Iai Drehu Tokanod Nengone - UNI », est tirée par Charles Washetine (42 ans), de Maré, sociologue et directeur du centre culturel provincial Yeiwéné Yeiwéné. Il est suivi par Jean-François Lalié, chef de file du parti à Lifou, et par Mickaël Wanakahme d'Ouvéa.

#### Une nouvelle donne: la FCCI
La nouvelle FCCI fait clairement campagne en mettant en avant son soutien à l'accord de Nouméa et à la solution consensuelle, à la nécessité de coopérer avec le RPCR dont elle est devenue l'alliée objective dans les institutions et en souhaitant conserver la présidence de l'Assemblée de la Province Nord. Elle présente des listes dans les trois provinces :
- dans le Sud, il s'agit de la seule liste à ne pas reprendre officiellement le nom du parti mais « Un chemin pour la vie ». Elle est menée par Raphaël Mapou, porte-parole du parti après l'avoir été pour le Palika de 1989 à 1998, déjà tête de liste en 1995 avec l'UNI qui avait obtenu 4,3 % des suffrages exprimés pour aucun élu, il fut également maire de Yaté de 1990 à 1995. Il est suivi par François Burck, président du mouvement et élu sortant, un des « vieux » de l'UC qu'il a présidé à la suite du décès de Jean-Marie Tjibaou de 1989 à 1996, ancien prêtre catholique métis européen et mélanésien, installé à Moindou. Mais cette liste est également ouverte au petit parti non-indépendantiste, progressiste et « accordiste » (nom commençant à être donné à des formations voulant mettre de côté la question du clivage traditionnel pour ou contre l'indépendance au profit de la défense des accords, vus comme des textes fondateurs véhiculant des valeurs et des représentations spécifiques à une identité néocalédonienne multi-ethnique) « Citoyens pour construire » d'Isabelle Ohlen, conseillère municipale de Nouméa. Cette dernière avait commencé sa carrière politique en étant l'une des principales personnalités fondatrices de Génération calédonienne en 1995, avec Jean-Raymond Postic et l'historien Louis-José Barbançon. Elle avait ensuite un temps rejoint UNCT et activement milité pour le « oui » à l'accord de Nouméa. Elle a également créé, le 1er mars 1999, l'association « Racines » dont le but est d'« agir pour la sauvegarde et la promotion de l'héritage patrimonial calédonien qu'il soit culturel, architectural ou environnemental »[18], et justifie ainsi son choix de s'allier avec la FCCI : « Nous ne sommes pas indépendantistes, mais une liste d'alliance avec des indépendantistes progressistes symbolise totalement l'esprit de l'accord de Nouméa approuvé par plus de deux Calédoniens sur trois. C'est cette acceptation de l'autre, cette réconciliation, qui nous permettra de réaliser cette communauté de destin ».
- dans le Nord, le chef de file est le président sortant Léopold Jorédié, par ailleurs commissaire politique du parti (comme il le fut à l'UC, dont il était dans les années 1980 le numéro trois derrière Jean-Marie Tjibaou et Yeiwéné Yeiwéné après la mort d'Éloi Machoro en 1985) et ancien maire de Canala de 1989 à 1995. Il adopte, avec la FCCI, une « vision pragmatique et moderniste », rejetant l'approche ethnique de l'« Indépendance kanak socialiste » (IKS, toujours défendue par le FLNKS et selon laquelle le peuple Kanak doit devenir le « poteau central de la case ») et mettant l'accent sur la nécessité de construire les conditions sociales et économiques du « destin commun » (notion selon laquelle, pour la FCCI, « chaque enfant né sur cette terre de Nouvelle-Calédonie appartient à une même communauté, à un peuple en devenir ») avant d'envisager toute indépendance, qui aurait été une « rupture catastrophique aux niveaux humain, ethnique, social » si elle avait dû avoir lieu en 1998, tout en appelant à une « modernisation du rapport à la terre » et donc de la coutume traditionnelle kanake[19]. Il interprète la collégialité définie par l'accord de Nouméa comme une nécessaire alliance au sein du Congrès (où le parti dispose de 5 élus à sa création en 1998) avec les anti-indépendantistes du RPCR et forme un groupe commun avec les trois représentants du petit parti loyaliste « Renouveau », lui-même issu d'une dissidence de l'UNCT de Didier Leroux sur la question de l'accord de Nouméa (les futurs membres de Renouveau ayant accepté de participer aux négociations de l'accord, contre l'avis de la direction de l'UNCT). Les deux autres sortants, l'ex-dirigeant de l'UPM et ancien maire de Poya de 1988 à 1995 Edmond Nékiriaï ainsi que le maire ex-UC des îles Belep Eymard Bouanaoué sont candidats respectivement en 7e et 3e places. Les deux autres maires ayant rejoint le parti, celui de Pouébo Jean-Marc Pidjot (ex-UC) et celui de Kaala-Gomen Alain Levant (divers indépendantiste), sont pour leur part 2e et 5e. Deux autres notables et figures politiques importantes dans le Nord sont également présentes : l'ancien maire UC de Voh de 1977 à 1983 Julien Dounehote est 9e, l'ancien maire Palika puis LKS de Poindimié de 1977 à 1989 Francis Poadouy est 12e. S'y ajoutent, par exemple, le commerçant de Houaïlou Paul Kasarhérou (4e), l'ambulancier de Koné Jean-Alfred Pourouda (8e).
- aux Îles Loyauté, la FCCI est presque exclusivement constituée de l'ancien Front pour le développement des îles Loyauté (FDIL), une dissidence de l'UC créée en avril 1993 par Cono Hamu, ancien maire de Lifou de 1989 à 1993. Celui-ci s'était fait connaître en raison des conflits fonciers parfois violents qui avaient opposé au début des années 1990 ses partisans aux chefs coutumiers de l'île au sujet d'un projet d'extension du port de Wé[20],[21],[22],[23],[24]. Il avait ensuite fait partie de la majorité anti-FLNKS qui avait soutenu l'accession à la présidence de Province de Nidoïsh Naisseline. Comme avec le FDIL de 1995, dont il était le seul élu, Cono Hamu est à la tête de la liste « FCCI-Ensemble pour construire ». Son suivant de liste est un de ses fidèles de Lifou, l'apiculteur Martial Ehnyiman, suivi par le chef d'équipe du Secours populaire à Maré Étienne Alane et l'ancien maire d'Ouvéa de 1972 à 1973 Amédée Nahiet.

#### Le traditionnel parti modéré: le LKS
Le mouvement Libération kanak socialiste (LKS) est traditionnellement bien implanté sur l'île de Maré, dont il a longtemps détenu la mairie jusqu'à ce qu'il la perde au profit de l'UC de Jules Palaa en 1995. Son principal dirigeant est son unique élu sortant, le grand chef du district de Guahma à Maré Nidoïsh Naisseline, par ailleurs porté à la présidence de l'Assemblée provinciale en 1995 par une coalition anti-FLNKS composée de lui-même, de Cono Hamu du FDIL puis de la FCCI et des deux élus du RPCR. Ces derniers avaient toutefois quitté cette majorité dès 1996, et Nidoïsh Naisseline s'était ponctuellement rapproché des élus du FLNKS. Opposant de la stratégie d'obtention de l'indépendance par la lutte choisie par le FLNKS dans les années 1980, il a très tôt pris parti dans les années 1990 pour négocier une nouvelle « solution consensuelle », a critiqué le « préalable minier » et a constitué le 26 décembre 1997 avec ceux qui allaient créer la FCCI des « Comités de coordination indépendantistes » (CCI) chargés de commencer à négocier avec les anti-indépendantistes et l'État en l'absence du FLNKS. Le LKS est toutefois la seule composante des CCI à conserver son indépendance lors de la création de la FCCI en 1998. Le parti a ensuite activement fait campagne pour le « oui » à l'accord de Nouméa. 
Nidoïsh Naisseline reste à la tête de la désormais traditionnelle liste du LKS aux îles Loyauté, baptisée en 1999 « LKS-Construire ensemble l'avenir ». Il est suivi par Macate Wenehoua, son lieutenant pour Lifou dont il fut le maire de 1993 à 1995 après la démission de Cono Hamu. L'ancien maire de Maré de 1977 à 1995 est 9e, son successeur désigné Basile Citré est 5e. Mais cette liste est également ouverte à des anti-indépendantistes non-RPCR, dont surtout Bernard Ukeiwé, fils du député européen et ancien sénateur Dick Ukeiwé et proche d'UNCT. Le LKS, comme en 1995, est également présent dans le Nord. La liste y est menée par Noël Poagnide, de Poindimié, qui était 3e lors du précédent scrutin (qui n'avait donné aucun élu au LKS dans cette province). 

#### Deux listes anti-accord aux Îles
Parmi les indépendantistes, seul le syndicat Union syndicale des travailleurs kanaks et des exploités (USTKE) de Louis Kotra Uregei et le Front uni de libération kanak (FULK) de Yann Céléné Uregeï, ont milité pour le « non » à l'accord de Nouméa. Les deux étaient des composantes fondatrices du FLNKS jusqu'en 1989. Le syndicaliste Louis Kotra Uregei faisait partie des signataires de l'accord d'Oudinot qui complétait celui de Matignon en 1988, tandis que son oncle Yann Céléné Uregeï, une des plus anciennes figures indépendantistes et partisan d'une stratégie de lutte, s'était déjà opposé à ces accords, entraînant alors sa mise à l'écart du FLNKS. Aucun de ces deux hommes n'est candidat, mais ils soutiennent tous deux des listes aux îles Loyauté : celle « Indépendance et progrès » menée par le vice-président de l'USTKE Alphonse Pujapujane, de Maré ; celle du FULK (la première fois depuis 1985 que ce mouvement participe à une élection) tirée par Ernest Üne de Lifou. 

### Au centre: une tentative de rapprochement
Les élections provinciales de 1995 avait vu se multiplier les partis et listes refusant le clivage traditionnel sur l'avenir institutionnel, ou faisant passer ce dernier au second plan. Aucune d'entre elles n'avait eu d'élu. D'autres mouvements, à l'approche ou à la suite de l'accord de Nouméa, ont ensuite été créés, soit par opposition aux deux grands partis dominant, soit pour rebondir sur les thématiques de l'accord, notamment celle de destin commun.  Peuvent ainsi être cités, par ordre d'ancienneté :
- l'Union océanienne (UO), l'ancien mouvement principal de représentation de la communauté wallisienne et futunienne qui avait connu en 1989 un certain succès électoral avec 6,2 % des suffrages exprimés dans le Sud (soit 40 % de l'électorat wallisien et futunien potentiel) et 2 sièges. Or, elle a souffert du décès de son fondateur, Kalépo Muliava, le 12 août 1989, du départ de ses membres indépendantistes emmenés par Aloïsio Sako et Aukusitino Manuohalalo pour créer le RDO allié au FLNKS, et la concurrence lors du scrutin de 1995 de la nouvelle liste « Objectif - Pasifik'Avenir ». Elle était alors arrivée avant-dernière dans le Sud, avec 857 voix (1,9 %), pour aucun élu. L'UO est désormais menée par Mikaele Hema, son président depuis la disparition de Muliava en 1989.
- le « Groupe de l'alliance multiraciale » (GAM), fondé le 28 mai 1994 par le grand-chef de Touho, et ancienne figure historique de l'UC, Kowi Bouillant (numéro un de la liste en 1995) ainsi que par le juriste et alors doctorant en anthropologie, d'origine à la fois caldoche et kanak, Dany Dalmayrac. S'il affirme vouloir à terme l'indépendance, il préfère avant tout se concentrer sur l'émergence d'une « nation calédonienne » et d'une autonomie nationale comme statut intermédiaire avant tout accès à la pleine souveraineté[25]. Le GAM ne s'était présenté en 1995 que dans la Province Nord, menée par Kowi Bouillant, pour arriver dernier avec 243 voix (1,49 %) et aucun siège.
- « Génération calédonienne », mouvement créé en vue des élections municipales de juin 1995 à Nouméa par des jeunes dans la vingtaine ou trentenaires tels que Jean-Raymond Postic (élu conseiller municipal de Nouméa), Isabelle Ohlen ou Jean-Pierre Delrieu. Neutres sur la question de l'indépendance, ils développent un programme de lutte contre la corruption, progressiste sur le plan social et pour la constitution d'une identité propre néocalédonienne[26]. « Génération calédonienne » s'était constituée en liste dans la Province Sud en 1995, menée par Jean-Pierre Delrieu, pour arriver sixième sur dix avec 2 006 voix (4,45 %) et aucun élu.
- « Renouveau », parti clairement non-indépendantiste mais se définissant comme « accordiste », voulant mettre l'accent sur la mise en place d'un destin commun créé en 1998 par deux élus dissidents d'UNCT pro-accord de Nouméa, Thierry Valet et Jean-Claude Legras. Thierry Valet fut candidat aux législatives de 1997 dans la 2e circonscription sous les couleurs d'UNCT, il quitte toutefois cette formation en mai 1998. Dans un contexte de négociations qui vont amener à la signature de l'Accord de Nouméa, Thierry Valet accepte en effet de participer à la table des discussions contre l'avis du parti de Leroux qui s'y oppose fortement. Il fonde alors le mouvement Renouveau qui s'allie dans un groupe commun avec les indépendantistes modérés de la FCCI et passe un accord de majorité avec le RPCR.
- « Citoyens pour construire », créé en 1999 par Isabelle Ohlen, transfuge de « Génération calédonienne » puis d'UNCT qui s'est rapproché de la FCCI.
- Les Verts Pacifique, parti vert local fondé en 1999, se présentant comme défendant les « valeurs fondamentales de l'être humain et de l'écologie » et comme une « alternative originale progressiste dépassant tous les clivages » traditionnels sur la scène politique néocalédonienne (à savoir la prise de position en faveur ou contre l'indépendance)[27]. Ils se montrent également très critiques à l'égard des politiques menées par le RPCR et Jacques Lafleur. L'une des principales figures historiques du parti, Bruno Van Peteghem, s'est fait connaître à partir de 1994 en fondant une association de riverains du quartier du Port Moselle à Nouméa pour s'opposer à la construction d'un immeuble de 74 logements à forte valeur ajoutée sur le domaine maritime de l'État et sans autorisation et pour ses bras de fer judiciaires ou médiatiques avec Jacques Lafleur ou ses proches. Ils coïncident à la section des Verts français en Nouvelle-Calédonie, dont Didier Baron, autre figure fondatrice du parti, est le référent localement[28].

Pour les élections provinciales de 1999, un rapprochement s'opère en Province Sud au sein de la liste commune « Citoyens ensemble » entre l'UO, le GAM et Les Verts Pacifique. Selon Didier Baron, le LKS et Génération calédonienne devaient également participer à cette candidature avant de se retirer. Elle est menée par Dany Dalmayrac (GAM, anthropologue et se revendiquant « métis nippo-kanak »), suivi de Sosefo Luaki (UO, 3e de la liste de ce parti en 1995) et de Sarimin Boengkih (Les Verts Pacifique, militant rapprochant revendications écologiques, identitaires kanak et de défense des droits des peuples autochtones), en troisième position. 
« Renouveau » décide pour sa part de partir seul, sous la conduite de Thierry Valet suivi de Jean-Claude Legras.  Ils défendent l'idée du dialogue et de la fin de la confrontation politique traditionnelle entre partisans et opposants de l'indépendance. Isabelle Ohlen et « Citoyens pour construire », pour leur part et comme il a été vu, s'associent à la FCCI dans la liste « Un chemin pour la vie » de Raphaël Mapou dans le Sud. 
Dans le Nord, le GAM présente une liste, comme en 1995. Baptisée « GAM-Construire ensemble », elle est menée cette fois par Félix Pouko Poadjare de Koné, qui était 4e quatre ans auparavant. Il est suivi, toujours en deuxième place comme lors du précédent scrutin, par Huecobote Guathoti de Koumac.

## Annulation du scrutin dans les Îles Loyauté
Le président sortant de l'Assemblée de la Province des îles Loyauté, Nidoïsh Naisseline, et son parti dénoncent bientôt un certain nombre d'irrégularités dans l'organisation du scrutin. Tout d'abord, le nombre de votants diffère entre les procès verbaux de certains bureaux de vote et les listes d'émargement. De plus, des incidents relatifs aux procédures de dépouillement ont été mis en avant comme l'absence de feuilles de pointage dans certains bureaux de vote, des procès verbaux incomplets ou au contraire surchargés ou encore des feuilles de dépouillement illisibles ou non signées. Mais surtout, la nouvelle opposition provinciale pointe du doigt les signatures répétées de mêmes électeurs dans plusieurs bureaux de vote, notamment dans celui de Maré 5 où un citoyen a signé 30 fois sur la liste d'émargement. Il s'agissait essentiellement alors d'une conséquence du trop grand nombre de procurations accordées aux Îles Loyauté, dont une grande partie des inscrits vit sur la Grande Terre pour y travailler.
Devant ces irrégularités, une requête pour annuler les élections fut rapidement déposée, dès le 20 mai 1999, devant le Conseil d'État par le LKS, soutenu dans sa démarche par la FCCI et le RPCR. L'arrêt rendu par la plus haute juridiction administrative française le 15 mai 2000 leur donne raison et de nouvelles élections sont organisées dans les îles Loyauté le 25 juin 2000. Seulement trois listes sont présentées. Nidoïsh Naisseline s'allie alors aux chefs des deux autres forces d'opposition, Simon Loueckhote et Cono Hamu, dans une liste commune appelée « Un nouveau défi pour les îles » (UNDL) et tirée par les six sortants de ces trois partis, à savoir d'abord le grand-chef de Guahma, suivi de Simon Loueckhote (RPCR), Cono Hamu (FCCI), Robert Paouta Naxué (RPCR), Macate Wénéhoua (LKS) et Martial Ehnyimane (FCCI). Robert Xowie reforme alors sa liste FLNKS en la remaniant quelque peu (Richard Kaloï est remonté de la 3e à la 2e place notamment) et en y incluant des membres de la liste « Indépendance et Progrès » de 1999 dont son leader Alphonse Pujapujane, présent à la 7e place. Charles Washetine présente quant-à-lui une liste UNI totalement identique à celle qu'il avait menée en 1999.

## Résultats en détail
| Parti | Parti                           | Votes  | %     | Sièges au Congrès | Changement depuis 1995 | Changement par rapport au Congrès sortant |
| ----- | ------------------------------- | ------ | ----- | ----------------- | ---------------------- | ----------------------------------------- |
|       | RPCR                            | 30 774 | 38,8  | 24                | +2                     | +1                                        |
|       | Union calédonienne              | 7 673  | 9,67  | 7                 | -1                     | +1                                        |
|       | FCCI                            | 7 518  | 9,48  | 4                 | +4                     | -1                                        |
|       | UNI (Palika)                    | 6 166  | 7,77  | 6                 | +1                     | +1                                        |
|       | FLNKS unitaire UC Palika RDO    | 6 151  | 7,75  | 5 3 1             | +2 +1 0                | +3 +2 +1 0                                |
|       | Alliance-DECA UNCT DECA FNSC    | 5 971  | 7,53  | 3 2 0 1           | -6 -5 -2 +1            | -2 -1 +1                                  |
|       | Front national                  | 5 374  | 6,78  | 4                 | +2                     | +2                                        |
|       | LKS                             | 2 524  | 3,18  | 1                 | 0                      | 0                                         |
|       | Renouveau                       | 2 446  | 3,08  | 0                 | 0                      | -2                                        |
|       | Calédonie autrement MPF ex-UNCT | 1 912  | 2,41  | 0                 | -2 0                   | -3 -2 -1                                  |
|       | UPM                             | 954    | 1,2   | 0                 | -1                     | 0                                         |
|       | GAM-Les Verts Pacifique-UO      | 939    | 1,18  | 0                 | 0                      | 0                                         |
|       | Indépendance et Progrès         | 514    | 0,65  | 0                 | 0                      | 0                                         |
|       | FULK                            | 405    | 0,51  | 0                 | 0                      | 0                                         |
| Total | Total                           | 79 321 | 100   | 54                |                        |                                           |
|       | Anti-indépendantistes           | 46 477 | 58,59 | 31                | -4                     | -4                                        |
|       | Indépendantistes                | 31 905 | 40,22 | 23                | +4                     | +4                                        |

### Province Sud
| Parti | Parti                               | Tête de liste         | Votes  | %     | Sièges à l'Assemblée provinciale | Changement depuis 1995 | Changement par rapport à l'Assemblée sortante | Sièges au Congrès | Changement depuis 1995 | Changement par rapport au Congrès sortant |
| ----- | ----------------------------------- | --------------------- | ------ | ----- | -------------------------------- | ---------------------- | --------------------------------------------- | ----------------- | ---------------------- | ----------------------------------------- |
|       | RPCR                                | Jacques Lafleur       | 25 324 | 51,06 | 25                               | +7                     | +7                                            | 20                | +2                     | +2                                        |
|       | FLNKS UC Palika RDO                 | Rock Wamytan          | 6 151  | 12,4  | 6 4 1                            | +3 +2 +1 0             | +4 +3 +1 0                                    | 5 3 1             | +2 +1 0                | +3 +2 +1 0                                |
|       | Front national                      | Guy George            | 5 374  | 10,84 | 5                                | +3                     | +3                                            | 4                 | +2                     | +2                                        |
|       | Alliance UNCT FNSC Calédonie Demain | Didier Leroux         | 4 830  | 9,74  | 4 2 1                            | -3 -5 +1               | 0 -2 +1                                       | 3 2 1 0           | -4 -5 +1 0             | -1 -2 +1 0                                |
|       | FCCI                                | Raphaël Mapou         | 2 852  | 5,75  | 0                                | 0                      | -1                                            | 0                 | 0                      | -1                                        |
|       | Renouveau                           | Thierry Valet         | 2 446  | 4,93  | 0                                | 0                      | -2                                            | 0                 | 0                      | -2                                        |
|       | Calédonie autrement MPF ex-UNCT     | Denis Milliard        | 1 912  | 3,86  | 0                                | -2 0                   | -3 -2 -1                                      | 0                 | -2 0                   | -3 -2 -1                                  |
|       | GAM-Les Verts Pacifique-UO          | Dany Dalmayrac        | 706    | 1,42  | 0                                | 0                      | 0                                             | 0                 | 0                      | 0                                         |
| Total | Total                               | Total                 | 49 595 | 100   | 40                               | +8                     | +8                                            | 32                |                        |                                           |
|       | Anti-indépendantistes               | Anti-indépendantistes | 39 886 | 80,42 | 34                               | +5                     | +5                                            | 27                | -2                     | -2                                        |
|       | Indépendantistes                    | Indépendantistes      | 9 003  | 18,15 | 6                                | +3                     | +3                                            | 5                 | +2                     | +2                                        |

### Province Nord
| Parti | Parti                 | Tête de liste         | Votes  | %     | Sièges à l'Assemblée provinciale | Changement depuis 1995 | Changement par rapport à l'Assemblée sortante | Sièges au Congrès | Changement depuis 1995 | Changement par rapport au Congrès sortant |
| ----- | --------------------- | --------------------- | ------ | ----- | -------------------------------- | ---------------------- | --------------------------------------------- | ----------------- | ---------------------- | ----------------------------------------- |
|       | UNI (Palika)          | Paul Néaoutyine       | 4 831  | 27,95 | 8                                | +3                     | +3                                            | 5                 | 0                      | 0                                         |
|       | Union calédonienne    | Bernard Lepeu         | 3 893  | 22,53 | 6                                | 0                      | +3                                            | 4                 | -2                     | +1                                        |
|       | RPCR                  | France Debien         | 3 080  | 17,82 | 4                                | +2                     | +1                                            | 3                 | +1                     | 0                                         |
|       | FCCI                  | Léopold Jorédié       | 2 673  | 15,47 | 4                                | +4                     | +1                                            | 3                 | +3                     | 0                                         |
|       | DECA                  | Robert Frouin         | 1 141  | 6,6   | 0                                | -2                     | -1                                            | 0                 | -2                     | -1                                        |
|       | UPM                   | André Gopoea          | 954    | 5,52  | 0                                | -1                     | 0                                             | 0                 | -1                     | 0                                         |
|       | LKS                   | Noël Poagnide         | 478    | 2,77  | 0                                | 0                      | 0                                             | 0                 | 0                      | 0                                         |
|       | GAM                   | Félix Poadjare        | 233    | 1,35  | 0                                | 0                      | 0                                             | 0                 | 0                      | 0                                         |
| Total | Total                 | Total                 | 17 283 | 100   | 22                               | +7                     | +7                                            | 15                |                        |                                           |
|       | Indépendantistes      | Indépendantistes      | 13 062 | 75,58 | 18                               | +7                     | +7                                            | 12                | +1                     | +1                                        |
|       | Anti-indépendantistes | Anti-indépendantistes | 4 221  | 24,42 | 4                                | 0                      | 0                                             | 3                 | -1                     | -1                                        |

### Îles Loyauté

#### Scrutin du 9 mai 1999 annulé
| Parti | Parti                   | Tête de liste         | Votes  | %     | Sièges à l'Assemblée provinciale | Changement depuis 1995 | Changement par rapport à l'Assemblée sortante | Sièges au Congrès | Changement depuis 1995 | Changement par rapport au Congrès sortant |
| ----- | ----------------------- | --------------------- | ------ | ----- | -------------------------------- | ---------------------- | --------------------------------------------- | ----------------- | ---------------------- | ----------------------------------------- |
|       | Union calédonienne      | Robert Xowie          | 3 780  | 30,38 | 6                                | +3                     | +3                                            | 3                 | 0                      | 0                                         |
|       | RPCR                    | Simon Loueckhote      | 2 370  | 19,05 | 2                                | 0                      | 0                                             | 1                 | -1                     | -1                                        |
|       | LKS                     | Nidoïsh Naisseline    | 2 046  | 16,44 | 2                                | +1                     | +1                                            | 1                 | 0                      | 0                                         |
|       | FCCI                    | Cono Hamu             | 1 993  | 16,02 | 2                                | +1                     | +1                                            | 1                 | 0                      | 0                                         |
|       | UNI (Palika)            | Charles Washetine     | 1 335  | 10,73 | 2                                | +2                     | +2                                            | 1                 | +1                     | +1                                        |
|       | Indépendance et Progrès | Alphonse Pujapujane   | 514    | 4,13  | 0                                | 0                      | 0                                             | 0                 | 0                      | 0                                         |
|       | FULK                    | Ernest Üne            | 405    | 3,25  | 0                                | 0                      | 0                                             | 0                 | 0                      | 0                                         |
| Total | Total                   | Total                 | 12 443 | 100   | 14                               | +7                     | +7                                            | 7                 |                        |                                           |
|       | Indépendantistes        | Indépendantistes      | 10 073 | 80,95 | 12                               | +7                     | +7                                            | 6                 | +1                     | +1                                        |
|       | Anti-indépendantistes   | Anti-indépendantistes | 2 370  | 19,05 | 2                                | 0                      | 0                                             | 1                 | -1                     | -1                                        |

#### Scrutin partiel du 25 juin 2000
| Parti | Parti                                       | Tête de liste      | Votes  | %     | Sièges à l'Assemblée provinciale | Changement depuis mai 1999 | Sièges au Congrès | Changement depuis mai 1999 |
| ----- | ------------------------------------------- | ------------------ | ------ | ----- | -------------------------------- | -------------------------- | ----------------- | -------------------------- |
|       | Un nouveau défi pour les îles LKS RPCR FCCI | Nidoïsh Naisseline | 5 038  | 44,87 | 6 2                              | 0                          | 3 1               | 0                          |
|       | Union calédonienne                          | Robert Xowie       | 4 187  | 37,29 | 6                                | 0                          | 3                 | 0                          |
|       | UNI (Palika)                                | Charles Washetine  | 2 002  | 17,83 | 2                                | 0                          | 1                 | 0                          |
| Total | Total                                       | Total              | 11 227 | 100   | 14                               |                            | 7                 |                            |
|       | FLNKS                                       | FLNKS              | 6 189  | 55,13 | 8                                | 0                          | 4                 | 0                          |
|       | Anti-FLNKS                                  | Anti-FLNKS         | 5 038  | 44,87 | 6                                | 0                          | 3                 | 0                          |

## Conséquences
Le rapport de force électoral entre partisans et opposants de l'indépendance reste relativement stable par rapport aux précédents scrutins. Le RPCR progresse et est à quatre sièges de la majorité absolue au Congrès, fournis par son alliée indépendantiste la FCCI avec laquelle il forme un groupe commun. Il renforce qui plus est son contrôle de l'Assemblée de la Province Sud, permettant à Jacques Lafleur d'y être réélu président sans difficulté le 14 mai, par 30 voix sur 40 (les 25 de son parti et les 5 du FN). L'autre député Pierre Frogier (signataire de l'accord de Nouméa), Pierre Bretegnier et Marianne Devaux, tous trois membres du Rassemblement, sont ses vice-présidents. Le Front national a largement capitalisé sur l'électorat du « non » dans le Sud, doublant ainsi sa représentation et devenant la troisième force politique de la province, au détriment de Calédonie autrement de Denis Milliard, Claude Sarran et Dick Ukeiwé qui n'obtiennent aucun élu. L'Alliance arrive quatrième, étant loin du score d'UNCT en 1995. 
Dans le Nord, le parti de Jacques Lafleur redevient la seule force anti-indépendantiste représentative, DECA de Robert Frouin n'obtenant aucun élu. C'est la liste UNI de Paul Néaoutyine qui arrive en tête et permet ainsi au Palika de diriger pour la première fois une institution au détriment de l'UC, qui a perdu une partie de son électorat au profit de la FCCI du président sortant Léopold Jorédié. Paul Néaoutyine, par ailleurs maire de Poindimié et signataire de l'accord de Nouméa, est élu président de l'assemblée provinciale le 14 mai 1999 par une majorité FLNKS de 14 élus sur 22 (les huit UNI-Palika et les six de l'UC), au sein de laquelle les vice-présidences sont réparties : l'UNI obtient la première (pour Jean-Pierre Djaïwé) et la troisième (pour Daniel Poigoune), et l'UC la deuxième (pour Cézelin Tchoeaoua). 
Aux Îles Loyauté, l'UC retrouve la présidence de l'assemblée qui lui avait échappé quatre ans auparavant. En effet, si elle conserve la même proportion de sièges, sa majorité absolue est désormais complétée par les deux nouveaux élus du Palika. Robert Xowie est ainsi élu le 14 mai président par 8 voix sur 14 (6 FLNKS-UC et 2 UNI-Palika), de même que pour ses trois vice-présidents : Damien Yeiwéné (UC), Jean-François Lalié (Parti de libération kanak) et Charles Washetine (Palika). Le scrutin partiel de 2000, bien que la liste d'union de l'opposition arrive en tête, elle fait finalement jeu égal avec l'UC et la composition de l'assemblée reste ainsi la même. Lors de la nouvelle élection du bureau le 30 juin 2000, Robert Xowie est réélu président avec 8 voix sur 14 (toujours 6 FLNKS-UC et 2 UNI-Palika) contre 3 à Simon Loueckhote et 3 à Cono Hamu. Pour la désignation des trois vice-présidents, l'opposition s'unit derrière la seule candidature de Cono Hamu à chaque fois mais cela est insuffisant pour contrer les candidats de l'UC-Palika : Jean-François Lalié (Palika) devient cette fois le 1er vice-président, Damien Yeiwéné (UC) passe pour sa part à la 2e vice-présidence et c'est Albert Ouckewen (UC) qui devient 3e vice-président. 
Au Congrès, le RPCR et la FCCI forment un groupe commun qui détient la majorité absolue (28 sur 54), coprésidé par Harold Martin (maire RPCR de Païta en Province Sud et signataire de l'accord de Nouméa) et Cono Hamu (FCCI dont il était tête de liste aux Îles Loyauté). Les élus de l'UC (10), du Palika (7) et du RDO (1) forme le deuxième groupe, avec 18 sièges, présidé, comme dans la mandature précédente, par Richard Kaloï (UC, ancien président de l'assemblée de la province des îles Loyauté de 1989 à 1995). Les autres formations ne dépassent pas la barre des six élus nécessaires pour se constituer en groupe : le FN (4), l'Alliance (3, elle se constitue en parti politique le 11 novembre 1999) et le LKS (1). Le 21 mai 1999, sous la présidence du doyen d'âge de l'institution, à savoir Daniel Laborde (RPCR, adjoint au maire de Nouméa en Province Sud), le premier bureau de la mandature est élu : le sortant, le sénateur Simon Loueckhote (RPCR, îles Loyauté, signataire de l'accord de Nouméa), est reconduit au perchoir par 32 voix (les 28 du RPCR-FCCI ainsi que les 4 du FN) contre 18 (celles du groupe FLNKS) à Rock Wamytan (président du FLNKS, UC, Province Sud, également signataire de l'accord de Nouméa) et 4 bulletins blancs (les 3 de l'Alliance et celui du LKS). Pour les huit vice-présidents, le RPCR en obtient quatre : la première pour Marie-Noëlle Thémereau (Province Sud), la cinquième pour Robert Moyatéa (Province Sud), la sixième pour Sosimo Malelua (Province Sud) et la huitième pour France Debien (Province Nord) ; son allié la FCCI, une à travers la liste conjointe présentée par les deux partis : la troisième pour Cono Hamu ; le FLNKS obtient les trois autres : la deuxième pour Rock Wamytan, la quatrième pour Louis Mapéri (maire Palika de Thio en Province Sud) et la septième pour Aloïsio Sako (président du RDO, Province Sud). Les deux secrétaires sont Germain Padome (Palika, Province Nord) et Bianca Hénin (FN, Province Sud), et les deux questeurs Pascal Naouna (UC, Province Nord) et Jean-Pierre Aïfa (maire Alliance de Bourail en Province Sud). Le 23 juillet 1999, Harold Martin est de plus porté à la présidence de la commission permanente, un poste qu'il occupait déjà à la fin de la mandature précédente. 
Enfin, dernière institution à être mise en place, le gouvernement de la Nouvelle-Calédonie, création de l'accord de Nouméa, est élu par le Congrès le 28 mai 1999. La liste présentée par le groupe RPCR-FCCI et emmenée par le maire de Nouméa Jean Lèques (élu en Province Sud, signataire de l'accord de Nouméa) obtient 32 voix (toujours avec les votes du FN) et 7 sièges sur 11, dont six pour le RPCR (Jean Lèques qui est élu le jour même président de ce gouvernement, Annie Beustes, Yves Magnier, Maurice Ponga, le maire de La Foa Philippe Gomès et Pierre Maresca, tous par ailleurs jusque-là membres du Congrès où ils doivent être remplacés par leur suivant de liste, respectivement par Nicole Andréa, Pascale Bastien-Thiry, Philippe Horent, Gérard Poadja, Philippe Michel et Simone Mignard) et un pour la FCCI (Léopold Jorédié, qui était deuxième sur la liste et est élu vice-président du gouvernement, il est remplacé au Congrès par Paul Kasarhérou) ; la liste du FLNKS, emmenée par Rock Wamytan, a obtenu 18 voix (17 sur les 18 du groupe FLNKS, l'élu UC du Sud Charles Pidjot étant absent et n'ayant pas donné procuration, ainsi que la voix du LKS) pour 4 postes, dont 2 pour l'UC (Rock Wamytan et Gérald Cortot, le premier laisse sa place au Congrès à Gérald At-Chee et la 2e vice-présidence de cette assemblée à Louis Mapéri, qui laisse lui-même la 4e à Aloïsio Sako tandis que Nicole Waïa, de l'UC dans le Sud, devient 7e vice-présidente à cette occasion), 1 pour le Palika (Déwé Gorodey, qui est remplacée dans l'assemblée néocalédonienne par Moïse Gowecee) et 1 pour le RDO (Aukusitino Manuohalalo, ancien élu du Congrès et de la Province Sud de 1995 à 1999) ; les 3 de l'Alliance ont voté blanc.